# Pseudosparna patawaensis
Pseudosparna patawaensis es una especie de escarabajo longicornio del género Pseudosparna, categorizada en la tribu Acanthocinini, de la subfamilia Lamiinae. Fue descrita por J.-P. Roguet en 2022.
Mide 7-7,42 mm de longitud. Se distribuye por América del Sur: Guayana Francesa.